# Semana Santa en Vélez-Málaga
La Semana Santa de Vélez-Málaga está declarada Fiesta de Interés Turístico Nacional de Andalucía desde el año 2001, nombramiento a nivel autonómico que realiza la Junta de Andalucía. En sus desfiles procesionales participan un total de 19 cofradías, la última de ellas reconocida como tal en el año 2011 (Cofradía de Nuestro Padre Jesús Coronado de Espinas). Esta, es una de las fiestas más esperadas del año por los turistas, ya que el clima cálido que recorre esta fiesta, es una excusa para las vacaciones tanto de nacionales como de extranjeros, pudiendo disfrutar de la gastronomía, el clima y la cultura de Vélez-Málaga y alrededores.

## Hermandades y Cofradías
‘Domingo de Ramos’
Cofradía de Nuestro Padre Jesús en su Triunfal Entrada en Jerusalén y María Santísima del Rocío.
La imagen del señor es una obra realizada por el imaginero veleño Israel Cornejo, bendecida el 14 de febrero de 2015. Representa a Cristo montado en el pollino o pollina, sentado de costado mientras que, con su mano derecha, bendice al pueblo. La imagen de la Virgen es una talla realizada por el imaginero sevillano D. Juan Ventura en 1980, el cual la realiza como Virgen de Gloria. 
El trono del cristo es de madera sin policromía mientras que, el de la Virgen, es de alpaca plateada y repujada de un elegante estilo renacentista. 
Cabe destacar, como aspecto curioso, que la imagen de "La Pollinica" que actualmente procesiona por las calles, lo hace desde 2015 pues, con anterioridad, lo hacía otra imagen procedente de los talleres de Olot y que fue adquirida en 1957; procesionaba sobre un trono de alpaca plateada y repujada del mismo estilo elegante renacentista que el de la Virgen.
Esta cofradía fue fundada en febrero de 1957.

### Lunes Santo
No hay salidas procesionales, pero el vía crucis de la cofradía del "Ecce-Homo" se ha convertido en la mejor alternativa para este día de la Semana Santa veleña. La imagen da la vuelta a su barrio, portado en un pequeño trono por las mujeres de la cofradía que fueron pioneras en la Semana Santa veleña llevando una imagen sobre sus hombros desde 1992 y que hacen un recorrido por las calles de la feligresía de la Parroquia de San José.
Además, algunas cofradías hacen en este día sus respectivos trasladados desde sus templos hacia sus respectivos tinglados.

### Martes Santo
Cofradía de Nuestro Padre Jesús en su Presentación al Pueblo "Ecce-Homo" y María Santísima del Amor.
Cofradía que tuvo sus orígenes en el siglo XVII, existiendo referencias documentales que están relacionadas con el tronco de la Vera-Cruz y que se remontan a 1683. La antigua imagen que desapareció en la guerra civil española se encontraba en el Convento de San Francisco. Tras la reorganización de 1989 y con la aprobación de los nuevos Estatutos el 14 de enero de 1992, estuvo en el Convento de las hermanas Clarisas hasta su traslado al barrio en el 2007. Realiza su estación penitencial desde la parroquia de San José. La Cofradía cuenta con más de 400 penitentes que acompañan la imagen de Jesús en su estación de penitencia. Una de las particularidades de la cofradía es la utilización del fuego real tanto en el trono del Cristo como en el de la Virgen, siendo pebeteros de fuego real los que iluminan a sus Titulares durante todo su largo recorrido, que con más de 8 horas es el de mayor longitud de la ciudad.
La imagen del señor fue realizada por el imaginero sevillano D. Manuel Hernández León en 1987. La imagen de la Virgen fue realizada por el imaginero veleño D. Israel Cornejo y bendecida el 25 de marzo de 2007 en la nueva Iglesia de San José. Desde el 11 de abril de 2017, acompaña a su hijo en la estación de penitencia de cada Martes Santo. La Madrugada del Perdón, momento en el que ambas imágenes se encierran en su Parroquia a oscuras, es uno de los momentos más esperados de la Semana Santa de Vélez Málaga.
Real Cofradía del Dulce Nombre de Jesús y María Santísima de los Dolores: 
Segunda cofradía del Martes Santo. Sólo procesiona a una titular mariana, aunque cabe destacar que fue la hermandad que inauguró el Martes Santo veleño, ya que antes de su primera salida procesional no desfilaba ninguna imagen este día. 
La imagen de la Virgen de los Dolores es una talla realizada en 1750 por Luis García Quero en Málaga. Ha sido restaurada en varias ocasiones aunque el aspecto que tiene actualmente, se debe a la intervención realizada por D. Manuel Hernández León en 1989. Desde 2007 desfila sobre un trono de plata repujada diseñado por la propia cofradía y realizado en Sevilla en los talleres de Santa Marta. 
Procesiona desde 1982. Años más tarde añadiría el título de ''Dulce Nombre de Jesús, imagen obra de D. Antonio Luis Troya, y cuya bendición tuvo lugar el 27 de noviembre de 2021. El Titular cristífero de la hermandad tuvo un encuentro con María Santísima de los Dolores en la noche del Martes Santo 2022, aunque la cofradía no pudo terminar su recorrido debido a las inclemencias meteorológicas.
Ambas imágenes pueden ser veneradas en la Iglesia de San Juan Bautista.
Venerable Hermandad de Culto y Procesión y Cofradía de Nazarenos de Nuestro Padre Jesús Coronado de Espinas y María Santísima de la Salud: Es la última cofradía en incorporarse a los desfiles procesionales, desde el año 2011, procesiona desde la zona junto al Paseo de Andalucía, acompañado por un gran número de penitentes de su barrio. Antes de su incorporación al Martes Santo, esta cofradía salía por las calles de la ciudad el sábado previo al Domingo de Ramos, sin poder pasar por el recorrido oficial. 
El señor Coronado de Espinas es una obra del imaginero sevillano D. Manuel Hernández León en 1996. 
Recibe culto en la Parroquia de San Juan Bautista. La imagen de María Santísima de la Salud fue realizada por el imaginero sevillano D. Darío Fernández, y bendecida en 2024.

### Miércoles Santo
Real Cofradía de Nuestro Padre Jesús de la Sentencia y María Santísima de Gracia y Perdón: Sale el grupo escultórico en su imponente trono de estilo barroco desde el entorno de la calle Reñidero. Hasta hace un par de años esta cofradía contaba con el privilegio de liberar un preso, aunque ya no disponen de dicho privilegio. 
La imagen del señor de la Sentencia fue realizada en 1980 por el imaginero sevillano D. Juan Ventura y restaurada con posterioridad por D. Pedro García de Puente Genil.
Este misterio es compuesto por Pilatos, un escribano y dos centuriones romanos.
El trono sobre el que procesiona es de madera de cedro tallado en los talleres Caballero Farfán (Sevilla). En las esquinas se sitúan 4 arbotantes que se encuentran custodiados por arcángeles y cuatro cartelas. En la parte frontal se sitúa el Cristo de las tres caídas.
Esta cofradía se fundaría en 1981. La imagen fue bendecida en 1980 por D. Ramón Buzarráis (Obispo de Málaga).
Pontificia y Muy Antigua Cofradía de Nuestro Padre Jesús orando en el Huerto y María Santísima de los Desamparados: Antigua cofradía de labradores, realiza su desfile procesional desde el entorno del convento de San Francisco. Los horquilleros cantan el “Pescador de Hombres” a lo largo de varios tramos del recorrido. La Virgen hace un encuentro con el camarín que da entrada a la Villa tras su origen en este antiguo barrio veleño. 
Tanto la imagen del señor del Huerto y María Santísima de los Desamparados (antigua Concepción) son tallas anónimas del siglo XVII. 
Los tronos de ambas imágenes son de alpaca plateada y repujada.
Hermandad y Cofradía de Culto y Procesión de Nuestro Padre Jesús Cautivo de Medinaceli y Santa María Magdalena: Cofradía de gran tradición en la ciudad, desfila Jesús con su túnica blanca en su impresionante trono dorado, acompañado de gran cantidad de "mandas" (personas que han realizado promesas y que van alumbrando tras el paso de los tronos con sus velas). María Magdalena, que habitualmente viste una túnica morada, sale por las calles de Vélez Málaga vestida de hebrea cada tres años. 
La imagen del señor fue realizada en 1959 por el escultor cordobés D. Amadeo Ruíz Olmos y la imagen de la santa fue realizada por el escultor granadino D. Domingo Sánchez Mesa.

### Jueves Santo
Cofradía de Nuestro Padre Jesús Atado a la Columna y María Santísima del Rosario en sus Misterios Dolorosos: 
Los desfiles del Jueves comienzan con unos característicos sonidos de tambores roncos con Jesús Atado a la Columna. Los horquilleros cantan el "Gaudeamus Igitur" durante todo el trayecto. Al ser la llamada cofradía de los "estudiantes", gran número de ellos, más 300 penitentes acompañan a su sagrado titular. 
Comentar que es la única cofradía que no pide la "venia" (permiso) a las autoridades presentes en la Tribuna Oficial.
Casi al final de su recorrido, protagonizan uno de los momentos más espectaculares del Jueves Santo, subiendo la cuesta del Carmen(una empinada calle del casco antiguo)a paso ligero. 
La imagen del señor fue realizada por D. Domingo Sánchez Mesa en 1964, inspirándose en la imagen que realizara Diego de Siloé para la ciudad de Granada.
Real Cofradía de Nuestro Padre Jesús del Gran Poder en su Tercera Caída y María Santísima de la Amargura: 
La imagen del Señor, de extraordinaria belleza plástica, con la cruz caída sobre sus espaldas, está considerada la obra cumbre del imaginero granadino D. Domingo Sánchez Mesa. Su Madre, María Stma. de la Amargura, también realizada por D. Domingo Sánchez Mesa en 1966 es portada por más de 200 horquilleros en un impresionante trono de 8 varales. Tienen su momento cumbre en el encuentro que se realiza en la plazuela dónde se encuentra su capilla junto al antiguo Hospital de San Juan de Dios.
Real y Franciscana Cofradía de Nuestro Padre Jesús de la Humildad y María Santísima de la Paz: 
Esta cofradía tiene datos de su fundación desde 1696, fue la primera en ostentar en la ciudad el título de "Real", otorgado en 1929 por el Rey Alfonso XIII. Cabe destacar los impresionantes tronos de ambas imágenes. El trono de la Virgen está en proceso de dorado, el cual se parecerá a la imagen de mismo nombre de la capital malagueña. 
La imagen del Señor fue realizada en 1946 por D. Domingo Sánchez Mesa, y la talla de la Virgen, por el imaginero sevillano D. Luis Álvarez Duarte en 1993.
Real Archicofradía de Nuestro Padre Jesús Nazareno "El Rico" y María Santísima de la Piedad: 
Desde el tinglado de la Plaza del Carmen, junto a su antigua sede canónica del antiguo convento de San José de la Soledad, hoy rehabilitada la iglesia como Teatro, Jesús Nazareno el Rico y María Stma. de la Piedad, llamada la novia de Vélez,  realizan su desfile procesional. La Virgen va acompañada por una compañía y banda de cornetas y tambores de soldados de regulares. A destacar una serie de actos con la llegada de las imágenes a la plazuela junto al camarín barroco de la Piedad en calle las Tiendas.
La imagen de Jesús "el Rico" rescata una antigua advocación desaparecida en la Guerra Civil y fue realizada por el imaginero sevillano D. Juan Ventura en 1987. La imagen de la Virgen fue realizada por el imaginero granadino D. José Navas Parejo en 1950.
Antigua Archicofradía Franciscana de la Santa Vera+Cruz, Nuestro Padre Jesús Nazareno "El Pobre" y María Santísima de la Esperanza: 
Antigua cofradía de la Vera Cruz, Jesús Nazareno "el Pobre" realiza su desfile procesional saliendo desde la calle Capuchinos en un impresionante trono de madera dorada. La Virgen de la Esperanza, con su magnífico manto y palio bordado en hilo de oro, acompaña a su hijo por todo el recorrido en un trono de alpaca plateada. Cada 6 años, la Virgen de los ojos verdes luce un manto realizado con flores naturales. 
Jesús "el Pobre" bendice a toda la ciudad en el barrio de capuchinos, ya que cuenta con un brazo articulado.
Ambas imágenes fueron realizadas por D. Domingo Sánchez Mesa, la del nazareno en 1950 y la Virgen en 1952.

### Viernes Santo
Cofradía del Santísimo Cristo de los Vigías y Nuestra Señora del Mayor Dolor: 
La imagen original del cristo data del siglo XVI y presidía el retablo mayor de la iglesia de Santa María. Gran número de penitentes, todos con sandalias y una seriedad en su horquillería son características de esta cofradía. En su salida y encierro, la cruz desciende para poder pasar por el pórtico de la Iglesia de San Juan. 
La imagen del Cristo es una talla anónima datada sobre 1520, la más antigua de la ciudad. La imagen que procesiona es una copia que fue hecha por D. José Casamayor en 1984, y fue policromada por D. Fernando Gil. La imagen de la Virgen del Mayor Dolor es obra el imaginero veleño D. Israel Cornejo Sánchez en el año 2003.
El trono sobre el que procesiona el Cristo es de madera dorada de un estilo claramente barroco. Su construcción fue iniciada por D. Miguel García Navas, aunque lo finalizaría y pintaría en dorado D. Rafael Ruíz Liébana en el año 1984.
Es la cofradía que abre el desfile procesional el Viernes Santo en esta localidad. 
Desde hace tres años acompañan en el desfile procesional representantes de la banda que esta misma cofradía intenta fundar. Los representantes (2 chicas y 1 chico) visten con chaqueta blanca con detalles en dorados y rojos, pantalones azules marinos con rallas rojas en los lados y la medalla de esta cofradía.
Cofradía Franciscana del Santísimo Cristo del Amor en su Sagrado Descendimiento y María Santísima de la Caridad: 
El Misterio del Descendimiento del Santísimo Cristo del Amor es un grupo escultórico de 7 personajes bíblicos y el trono de palio de Nuestra Señora de la Caridad,  que conserva uno de los mantos antiguos bordados en hilo de oro veleños. Esta procesión va acompañados por la banda de cornetas y tambores de la cofradía.
La Virgen de la Caridad es una antigua talla venerada en el convento de San Francisco y data de mediados del siglo XVIII. El grupo escultórico del Cristo del Amor en su Sagrado Descendimiento, María Magdalena, las tres Marías, Nicodemus y José de Arimatea son obra del escultor sevillano D. Manuel Hernández León, realizados en 1993.
Real, Venerable, Fervorosa y Muy Antigua Cofradía del Santísimo Cristo del Mar, María Santísima de las Penas, San Juan Evangelista y Santa María Magdalena: 
Desde la parroquia San Juan Bautista, comienza su desfile la Cofradía del Cristo del Mar, seguidos por su banda de cornetas y tambores.
Antiquísima cofradía que veneraba una imagen que se trajo de ultramar de un crucificado en la capilla de la Vera Cruz en la Iglesia del Convento de San Francisco. 
Las imágenes del crucificado son del imaginero D. Manuel Hernández León (1983), María Santísima de las Penas (1954) y San Juan Evangelista (1987). La única imagen que no pertenece a dicho imaginero es Santa María Magdalena, obra del imaginero D. Israel Cornejo. Esta cofradía rinde culto a sus titulares en la Ermita del Cerro, dónde se encuentra la patrona de Vélez Málaga, la Virgen de los Remedios.
Cofradía de Nuestra Señora de las Angustias Coronada': 
Esta cofradía fue fundada por un grupo de comerciantes en 1922 con una imagen dieciochesca que se veneraba en la iglesia de San Juan Bautista.
Magnífico grupo escultórico de gran belleza, en donde la figura de Cristo muerto envuelve a su madre, realizados por D. Domingo Sánchez Mesa en 1951. Destaca la composición de la cruz, llamada de los espejos, el grupo escultórico y el trono de carrete que forman un conjunto único. 
La legión española acompaña como todos los años a esta cofradía. A destacar la llegada de la legión a la ciudad y el homenaje que se hace ante el monumento de la legión española en el barrio que lleva su nombre. Fue Coronada Canónicamente el 14 de septiembre de 2014 en la Iglesia de San Juan Bautista, que es su Sede Canónica.
Real y Muy Antigua Cofradía del Santísimo Cristo Yacente en el Santo Sepulcro y Nuestra Señora de las Lágrimas': 
Esta cofradía fue fundada en Siglo XVI teniendo testimonios del santisimo cristo yacente bpor primera vez en el año 1608. Después de los sucesos de la Guerra Civil la cofradía lo perdió todo, reorganizándose en 1952, en dónde se encarga la talla de la imagen a D. Domingo Sánchez Mesa, consiguiendo una obra de gran belleza.
A destacar la imagen del trono, verdadera obra artística de la ciudad, labrado en madera y recubierto de láminas de oro, recuperando un trono que la población apoda el "joyero".
Es la cofradía oficial del Excmo. Ayto. de Vélez-Málaga.
Muy Antigua e Ilustre Cofradía de Nuestra Señora de la Soledad y San José del Carmen': 
Cofradía que tuvo sus inicios en el siglo XVI en la iglesia de San José del Carmen.
Ya de madrugada, desde la iglesia del convento de San Francisco, tiene su salida esta cofradía, cuyos penitentes van rezando el santo Rosario por las calles, completamente a oscuras, con el único acompañamiento de un tambor ronco.
Imagen realizada por el imaginero granadino D. Antonio Díaz Fernández en 1952.

### Domingo de Resurrección
Ilustre y Venerable cofradía de Nuestro Padre Jesús en su Gloriosa y Triunfal Resurrección y María Santísima de la Estrella Madre de la Iglesia:
En su salida desde la Iglesia de San Juan Bautista, se simula la subida de Jesús a los cielos, y la imagen emerge del trono entre humo mientras los horquilleros sueltan palomas blancas.
Cofradía fundada en 1946. Imagen del Señor realizada por el escultor veleño D. José Casamayor en 1984. La imagen de la Virgen, que no se procesiona aún, fue realizada por el escultor cordobés D. Francisco Romero Zafra

## Características
Cabe destacar que existen una serie de particularidades que caracterizan a esta bella Semana Santa:
-La mecida de sus tronos, excepcionalmente pausada, paso corto, paso lateral veleño, el cual ha sido copiado en otros lugares en dónde se llevaban los tronos a la carrerilla.
-La apertura de los desfiles procesionales con bandera, aunque cada vez más se utiliza la cruz de guía.
-Los 4 toques de campana que se dan para que el trono inicie de nuevo su andadura cuando está parado. Primero se llama a los portadores, después, dos toques para que metan el hombro bajo los varales, otro para levantar y el último para iniciar el paso.
-La denominación "horquillero" a los conocidos como hombres de trono en otros lugares y "penitentes" a los nazarenos que acompañan a sus santos titulares.
-Los penitentes suelen llevar "peladillas" como regalo para repartir por las calles a los niños.
-Los adornos florales en las imágenes, cada cofradía es una sorpresa en imaginación y buen gusto en adornar a sus sagrados titulares.
-La existencia de talleres propios para el diseño, elaboración y creación de los numerosos bordados que adornan los ropajes, vestiduras, palios y estandartes de las diferentes cofradías.
-La existencia de una denominada "Nave Museo", especie de casa hermandad de todas las cofradías de la ciudad, donde se guardan los tronos y enseres de las cofradías. 
-El Museo de Semana Santa, en la iglesia de Santa María de la Encarnación, un verdadero centro de interpretación de la Semana Santa en general y de la Semana Santa de Vélez-Málaga en particular, en dónde el visitante, además de admirar la iglesia y sus extraordinarias vistas desde su atrio, a través de exposiciones permanentes con el ajuar de las diferentes cofradías y la visión de audiovisuales pueden comprender y conocer que es y cómo se vive la Semana Santa en la ciudad..
- Datos: Q5556012